# Cupa Danemarcei
Cupa Danemarcei (daneză Landspokalturneringen) este competiția fotbalistică eliminatorie de cupă din Danemarca, organizată și gestionată de Asociația Daneză de Fotbal. Turneul se desfășoară anual începând din 1955. 

## Denumiri anterioare
- 1990–1996 Giro Cup
- 1997–1999 Compaq Cup
- 2000–2004 DONG Cup
- 2005-2011 Ekstra Bladet Cup

## Finale
| Sezon                 | Finala                 | Finala                             | Finala                | Finala                               | Finala                    | Finala                |
| Sezon                 | Câștigător (nr. titlu) | Scor                               | Finalist              | Omul meciului (Pokalfighter)         | Stadion                   | Spectatori            |
| Landspokalturneringen | Landspokalturneringen  | Landspokalturneringen              | Landspokalturneringen | Landspokalturneringen                | Landspokalturneringen     | Landspokalturneringen |
| --------------------- | ---------------------- | ---------------------------------- | --------------------- | ------------------------------------ | ------------------------- | --------------------- |
| 1954–55               | AGF                    | 4 – 0                              | Aalborg Chang         | Aage Rou Jensen, AGF                 | Idrætsparken, Copenhaga   | 10,300                |
| 1955–56               | Frem                   | 1 – 0                              | AB                    | Bent Jørgensen, Frem                 | Idrætsparken, Copenhaga   | 23,000                |
| 1956–57               | AGF (2)                | 2 – 0                              | Esbjerg fB            | John Amdisen, AGF                    | Idrætsparken, Copenhaga   | 25,000                |
| 1957–58               | Vejle                  | 3 – 2                              | KB                    | Knud Herbert Sørensen, Vejle         | Idrætsparken, Copenhaga   | 28,600                |
| 1958–59               | Vejle (2)              | 1 – 1 (a.e.t.)                     | AGF                   | Erling Sørensen, Vejle               | Idrætsparken, Copenhaga   | 33,000                |
| 1958–59               | Vejle (2)              | Replay: 1 – 0                      | AGF                   | N/A                                  | Idrætsparken, Copenhaga   | 17,700                |
| 1959–60               | AGF (3)                | 2 – 0                              | Frem Sakskøbing       | Vagn Hansen, Frem Sakskøbing         | Idrætsparken, Copenhaga   | 17,500                |
| 1960–61               | AGF (4)                | 2 – 0                              | KB                    | John Amdisen, AGF                    | Idrætsparken, Copenhaga   | 33,500                |
| 1961–62               | B 1909                 | 1 – 0                              | Esbjerg fB            | Bruno Eliasen, B 1909                | Idrætsparken, Copenhaga   | 18,000                |
| 1962–63               | B 1913                 | 2 – 1                              | Køge                  | Hans Andersen, Køge                  | Idrætsparken, Copenhaga   | 10,900                |
| 1963–64               | Esbjerg fB             | 2 – 1                              | Odense KFUM           | Carl Bertelsen, Esbjerg fB           | Idrætsparken, Copenhaga   | 24,500                |
| 1964–65               | AGF (5)                | 1 – 0                              | KB                    | Frank Johansen, KB                   | Idrætsparken, Copenhaga   | 18,600                |
| 1965–66               | AaB                    | 3 – 1 (a.e.t.)                     | KB                    | Leif Skov, AaB                       | Idrætsparken, Copenhaga   | 18,600                |
| 1966–67               | Randers Freja          | 1 – 0                              | AaB                   | Jørgen Rasmussen, Randers Freja      | Idrætsparken, Copenhaga   | 13,700                |
| 1967–68               | Randers Freja (2)      | 3 – 1                              | Vejle                 | Per Gaardsøe, Randers Freja          | Idrætsparken, Copenhaga   | 15,200                |
| 1968–69               | KB                     | 3 – 0                              | Frem                  | Flemming Pedersen, KB                | Idrætsparken, Copenhaga   | 18,500                |
| 1969–70               | AaB (2)                | 2 – 1                              | Lyngby                | Carsten Aagaard, Lyngby              | Idrætsparken, Copenhaga   | 18,200                |
| 1970–71               | B 1909 (2)             | 1 – 0                              | Frem                  | Arno Hansen, B 1909                  | Idrætsparken, Copenhaga   | 23,700                |
| 1971–72               | Vejle (3)              | 2 – 0                              | Fremad Amager         | Tonny Hartvig Nielsen, Fremad Amager | Idrætsparken, Copenhaga   | 20,200                |
| 1972–73               | Randers Freja (3)      | 2 – 0                              | B 1901                | Helge Vonsyld, Randers Freja         | Idrætsparken, Copenhaga   | 21,800                |
| 1973–74               | Vanløse IF             | 5 – 2                              | OB                    | Per Bartram, OB                      | Idrætsparken, Copenhaga   | 20,000                |
| 1974–75               | Vejle (4)              | 1 – 0                              | Holbæk B&I            | Niels Tune, Holbæk B&I               | Idrætsparken, Copenhaga   | 26,300                |
| 1975–76               | Esbjerg fB (2)         | 2 – 1                              | Holbæk B&I            | Jens Jørn Bertelsen, Esbjerg fB      | Idrætsparken, Copenhaga   | 23,500                |
| 1976–77               | Vejle (5)              | 2 – 1                              | B 1909                | Henning Andersen, B 1909             | Idrætsparken, Copenhaga   | 13,100                |
| 1977–78               | Frem (2)               | 1 – 1 (a.e.t.)                     | Esbjerg fB            | Erik Jespersen, Esbjerg fB           | Idrætsparken, Copenhaga   | 12,700                |
| 1977–78               | Frem (2)               | Replay: 1 – 1 (a.e.t.)             | Esbjerg fB            | N/A                                  | Idrætsparken, Copenhaga   | 1,800                 |
| 1977–78               | Frem (2)               | Replay: 1 – 1 (a.e.t., 5 – 4 pen.) | Esbjerg fB            | N/A                                  | Idrætsparken, Copenhaga   | 2,300                 |
| 1978–79               | B 1903                 | 1 – 0                              | Køge                  | Peter Poulsen, Køge                  | Idrætsparken, Copenhaga   | 9,800                 |
| 1979–80               | Hvidovre IF            | 5 – 3                              | Lyngby                | Michael Christensen, Hvidovre IF     | Idrætsparken, Copenhaga   | 23,500                |
| 1980–81               | Vejle (6)              | 2 – 1                              | Frem                  | Poul Erik Østergaard, Vejle          | Idrætsparken, Copenhaga   | 17,500                |
| 1981–82               | B 93                   | 3 – 3 (a.e.t.)                     | B 1903                | Ole Pedersen, B 93                   | Idrætsparken, Copenhaga   | 7,600                 |
| 1981–82               | B 93                   | Replay: 1 – 0                      | B 1903                | N/A                                  | Idrætsparken, Copenhaga   | 5,300                 |
| 1982–83               | OB                     | 3 – 0                              | B 1901                | Morten Donnerup, OB                  | Idrætsparken, Copenhaga   | 7,700                 |
| 1983–84               | Lyngby                 | 2 – 1                              | KB                    | Bo Fosgaard, KB                      | Idrætsparken, Copenhaga   | 25,800                |
| 1984–85               | Lyngby (2)             | 3 – 2                              | Esbjerg fB            | Henrik Nielsen, Esbjerg fB           | Idrætsparken, Copenhaga   | 9,200                 |
| 1985–86               | B 1903 (2)             | 2 – 1                              | Ikast fS              | Sigurd Kristensen, Ikast fS          | Idrætsparken, Copenhaga   | 5,600                 |
| 1986–87               | AGF (6)                | 3 – 0                              | AaB                   | Karsten Christensen, AGF             | Idrætsparken, Copenhaga   | 6,300                 |
| 1987–88               | AGF (7)                | 2 – 1 (a.e.t.)                     | Brøndby IF            | Troels Rasmussen, AGF                | Idrætsparken, Copenhaga   | 20,000                |
| 1988–89               | Brøndby IF             | 6 – 3 (a.e.t.)                     | Ikast fS              | Klaus Granlund, Ikast fS             | Idrætsparken, Copenhaga   | 11,600                |
| Giro Cup              |                        |                                    |                       |                                      |                           |                       |
| 1989–90               | Lyngby (3)             | 0 – 0 (a.e.t.)                     | AGF                   | Henrik Larsen, Lyngby                | Idrætsparken, Copenhaga   | 8,600                 |
| 1989–90               | Lyngby (3)             | Replay: 6 – 1                      | AGF                   | N/A                                  | Idrætsparken, Copenhaga   | 2,000                 |
| 1990–91               | OB (2)                 | 0 – 0 (a.e.t.)                     | AaB                   | Keld Bordinggaard, OB                | Odense Stadion, Odense    | 13,211                |
| 1990–91               | OB (2)                 | Replay: 0 – 0 (a.e.t., 4 – 3 pen.) | AaB                   | N/A                                  | Odense Stadion, Odense    | 4,555                 |
| 1991–92               | AGF (8)                | 3 – 0                              | B 1903                | Bo Harder, AGF                       | Aarhus Idrætspark, Aarhus | 20,000                |
| 1992–93               | OB (3)                 | 2 – 0                              | AaB                   | Søren Thorst, AaB                    | Parken, Copenhaga         | 8,332                 |
| 1993–94               | Brøndby IF (2)         | 0 – 0 (a.e.t., 3 – 1 pen.)         | Næstved IF            | Jørgen Juul Jensen, Næstved IF       | Parken, Copenhaga         | 26,300                |
| 1994–95               | FC Copenhagen          | 5 – 0                              | AB                    | Carsten V. Jensen, FC Copenhagen     | Parken, Copenhaga         | 20,364                |
| 1995–96               | AGF (9)                | 2 – 0                              | Brøndby IF            | Stig Tøfting, AGF                    | Parken, Copenhaga         | 36,103                |
| Compaq Cup            |                        |                                    |                       |                                      |                           |                       |
| 1996–97               | FC Copenhagen (2)      | 2 – 0                              | Ikast fS              | Lars "Mini" Hansen, Ikast fS         | Parken, Copenhaga         | 17,368                |
| 1997–98               | Brøndby IF (3)         | 4 – 1                              | FC Copenhagen         | John "Faxe" Jensen, Brøndby IF       | Parken, Copenhaga         | 41,044                |
| 1998–99               | AB                     | 2 – 1                              | AaB                   | René Henriksen, AB                   | Parken, Copenhaga         | 25,113                |
| DONG Cup              |                        |                                    |                       |                                      |                           |                       |
| 1999–2000             | Viborg                 | 1 – 0                              | AaB                   | Arek Onyszko, Viborg FF              | Parken, Copenhaga         | 18,098                |
| 2000–01               | Silkeborg IF           | 4 – 1                              | AB                    | Jan Michaelsen, AB                   | Parken, Copenhaga         | 14,743                |
| 2001–02               | OB (4)                 | 2 – 1                              | FC Copenhagen         | Lars Jacobsen, OB                    | Parken, Copenhaga         | 28,481                |
| 2002–03               | Brøndby IF (4)         | 3 – 0                              | FC Midtjylland        | Kasper Dalgas, Brøndby IF            | Parken, Copenhaga         | 32,660                |
| 2003–04               | FC Copenhagen (3)      | 1 – 0                              | AaB                   | Hjalte Bo Nørregaard, FC Copenhagen  | Parken, Copenhaga         | 38,095                |
| Landspokalturneringen |                        |                                    |                       |                                      |                           |                       |
| 2004–05               | Brøndby IF (5)         | 3 – 2 (a.e.t.)                     | FC Midtjylland        | Johan Elmander, Brøndby IF           | Parken, Copenhaga         | 35,716                |
| 2005–06               | Randers FC (4)         | 1 – 0 (a.e.t.)                     | Esbjerg fB            | Carsten Fredgaard, Randers FC        | Parken, Copenhaga         | 23,825                |
| 2006–07               | OB (5)                 | 2 – 1                              | FC Copenhagen         | Johan Absalonsen, OB                 | Parken, Copenhaga         | 30,013                |
| 2007–08               | Brøndby IF (6)         | 3 – 2                              | Esbjerg fB            | Samuel Holmén, Brøndby IF            | Parken, Copenhaga         | 33,154                |
| Ekstra Bladet Cup     |                        |                                    |                       |                                      |                           |                       |
| 2008–09               | FC Copenhagen (4)      | 1 – 0                              | AaB                   | Thomas Augustinussen, AaB            | Parken, Copenhaga         | 29,249                |
| 2009–10               | FC Nordsjælland        | 2 – 0 (a.e.t.)                     | FC Midtjylland        | Nicolai Stokholm, FC Nordsjælland    | Parken, Copenhaga         | 18,856                |
| 2010–11               | FC Nordsjælland (2)    | 3 – 2                              | FC Midtjylland        | Mikkel Thygesen, FC Midtjylland      | Parken, Copenhaga         | 14,646                |
| DBU Pokalen           |                        |                                    |                       |                                      |                           |                       |
| 2011–12               | FC Copenhagen (5)      | 1 – 0                              | AC Horsens            | Bryan Oviedo, FC Copenhagen          | Parken, Copenhaga         | 21,963                |
| 2012–13               | Esbjerg fB (3)         | 1 – 0                              | Randers FC            | Magnus Lekven, Esbjerg fB            | Parken, Copenhaga         | 26,194                |

| Echipa          | # | Trofee                                               | # | Finalistă                                      |
| --------------- | - | ---------------------------------------------------- | - | ---------------------------------------------- |
| AGF             | 9 | 1955, 1957, 1960, 1961, 1965, 1987, 1988, 1992, 1996 | 2 | 1959, 1990                                     |
| Brøndby IF      | 6 | 1989, 1994, 1998, 2003, 2005, 2008                   | 2 | 1988, 1996                                     |
| Vejle           | 6 | 1958, 1959, 1972, 1975, 1977, 1981                   | 1 | 1968                                           |
| FC Copenhagen   | 5 | 1995, 1997, 2004, 2009, 2012                         | 3 | 1998, 2002, 2007                               |
| OB              | 5 | 1983, 1991, 1993, 2002, 2007                         | 1 | 1974                                           |
| Esbjerg fB      | 3 | 1964, 1976, 2013                                     | 6 | 1957, 1962, 1978, 1985, 2006, 2008             |
| Lyngby          | 3 | 1984, 1985, 1990                                     | 2 | 1970, 1980                                     |
| Randers Freja   | 3 | 1967, 1968, 1973                                     | 0 |                                                |
| AaB             | 2 | 1966, 1970                                           | 8 | 1967, 1987, 1991, 1993, 1999, 2000, 2004, 2009 |
| FC Midtjylland  | 2 | 2019, 2022                                           | 4 | 2003, 2005, 2010, 2011                         |
| Frem            | 2 | 1956, 1978                                           | 3 | 1969, 1971, 1981                               |
| B 1903          | 2 | 1979, 1986                                           | 2 | 1982, 1992                                     |
| B 1909          | 2 | 1962, 1971                                           | 1 | 1977                                           |
| FC Nordsjælland | 2 | 2010, 2011                                           | 0 |                                                |
| KB              | 1 | 1969                                                 | 5 | 1958, 1961, 1965, 1966, 1984                   |
| AB              | 1 | 1999                                                 | 3 | 1956, 1995, 2001                               |
| Randers FC      | 1 | 2006                                                 | 1 | 2013                                           |
| Silkeborg IF    | 1 | 2001                                                 | 0 |                                                |
| Viborg          | 1 | 2000                                                 | 0 |                                                |
| B 93            | 1 | 1982                                                 | 0 |                                                |
| Hvidovre IF     | 1 | 1980                                                 | 0 |                                                |
| Vanløse IF      | 1 | 1974                                                 | 0 |                                                |
| B 1913          | 1 | 1963                                                 | 0 |                                                |
| Ikast fS        | 0 |                                                      | 3 | 1986, 1989, 1997                               |
| B 1901          | 0 |                                                      | 2 | 1973, 1983                                     |
| Køge BK         | 0 |                                                      | 2 | 1963, 1979                                     |
| Holbæk B&I      | 0 |                                                      | 2 | 1975, 1976                                     |
| AC Horsens      | 0 |                                                      | 1 | 2012                                           |
| Næstved IF      | 0 |                                                      | 1 | 1994                                           |
| Fremad Amager   | 0 |                                                      | 1 | 1972                                           |
| Odense KFUM     | 0 |                                                      | 1 | 1964                                           |
| Frem Sakskøbing | 0 |                                                      | 1 | 1960                                           |
| Aalborg Chang   | 0 |                                                      | 1 | 1955                                           |